# Josias Moli
Josias Moli (19 de agosto de 1954) é o ex-presidente do Parlamento de Vanuatu e ex-presidente interino de Vanuatu, governou interinamente em 2004. Ele se tornou palestrante e presidente interino em 28 de julho de 2004. Ele conseguiu Roger Abiut em ambas as posições. Ele é membro da União dos partidos moderados e foi eleito presidente do Parlamento, após Abiut foi derrotado nas eleições parlamentares anteriores, em julho de 2004. Em Vanuatu o presidente do Parlamento serve como presidente interino quando o Parlamento não elegeu um novo presidente, que foi necessária após o impeachment de Alfred Maseng. Moli perdeu o cargo de presidente interino, quando o Parlamento e os presidentes regionais foram capazes de eleger um novo presidente em 16 de agosto de 2004 Moli foi a quarta pessoa para servir como presidente de Vanuatu em quatro meses. Ele foi sucedido por Kalkot Mataskelekele, que foi eleito presidente pelo Colégio Eleitoral. Moli também perdeu o cargo de alto-falante em dezembro de 2004, quando o governo de Serge Vohor, um membro do seu partido, foi substituído por um governo sob a liderança de Ham Lini. Moli ainda é um membro do parlamento Vanuatu.